# Miguel Monsalve
Miguel Ángel Monsalve González (ur. 27 lutego 2004 w Medellín) – kolumbijski piłkarz występujący na pozycji ofensywnego pomocnika, od 2024 roku zawodnik brazylijskiego Grêmio.